# Tischtennisweltmeisterschaft 1957
Die 24. Tischtennisweltmeisterschaft fand vom 7. bis zum 15. März 1957 in Stockholm (Schweden) in den Königlichen Tennishallen statt.

## Allgemeines
Zum letzten Mal vor dem Bau der Mauer nahm eine gesamtdeutsche Mannschaft an der Weltmeisterschaft teil. Ein schöner Erfolg war der 3. Platz im Einzel des Thüringers Heinz Schneider nach Siegen über Robert Saul (Frankreich), Waldemar Roslan (Polen), Josef Sedelmayer (Österreich), Toma Reiter (Rumänien), Toshihiko Miyata (Japan) und einer Niederlage gegen Toshiaki Tanaka (Japan). Heinz Reschke war Trainer der deutschen Damen.
Eine etwas tragische Figur war die Engländerin Ann Haydon (später Ann Haydon-Jones). Die Linkshänderin stand im Einzel, Doppel und Mixed im Endspiel und verlor jedes Mal im fünften Satz. Im Mixed-Endspiel führte sie im 5. Satz bereits 14:10. Nach dieser Weltmeisterschaft konzentrierte sie sich auf Tennis, denn „Tennis wird im Freien gespielt und ist deshalb für mich gesünder als Tischtennis“. Hier war sie sehr erfolgreich.
Letztmals spielte Agnes Simon bei einer Weltmeisterschaft für Ungarn. Einige Zeit später emigrierte sie, spielte vorübergehend in Holland und ging dann nach Deutschland.
Bei den Herrenmannschaften bestritten die Sieger der vier Gruppen die Halbfinalspiele. Hier besiegte Japan China mit 5:1, Ungarn distanzierte die CSR mit 5:0. Im Endspiel gewann Japan mit 5:2 gegen Ungarn.
Bei den Damen spielten die Gruppensieger Japan, China und Rumänien die Endrunde aus. Dabei verloren die Japanerinnen kein einziges Spiel und holten den Titel. Rumänien setzte sich gegen China durch und wurde somit Zweiter.

## Abschneiden der Deutschen
Die gesamtdeutschen Mannschaften setzten sich zusammen bei den Herren aus Conny Freundorfer (München), Leopold Holusek (Milbertshofen), Josef Seiz (Altenkunstadt), Bernie Vossebein (Bochum) und Heinz Schneider (Mühlhausen in Thüringen) sowie bei den Damen aus Ursel Fiedler (BRD), Hannelore Schlaf (Frankfurt am Main), Liane Rödel (DDR) und Monika Wiskandt (Ost-Berlin).

### Mannschaftswettbewerb Herren
Die Mannschaften wurden in vier Gruppen gelost, drei Gruppen mit acht Teams und eine Gruppe mit neun Teams. In den Gruppen spielte Jeder gegen Jeden, der Erste qualifiziert sich für das Halbfinale.
Deutschland trat in Gruppe 3 an. Fünf Siegen über Dänemark, Italien, Australien, USA und Norwegen standen zwei Niederlagen gegen Brasilien und die CSR gegenüber. Wegen des besseren Satzverhältnisses im Vergleich zu den USA und Brasilien reichte dies zu Platz zwei.

### Mannschaftswettbewerb Damen
Die Damenmannschaften wurden in drei Gruppen gelost. Zwei Gruppen waren mit neun Teams besetzt, in der Gruppe mit Deutschland traten nur sechs Teams an, weil Brasilien und Vietnam unerwartet ohne Damen anreisten.
In Gruppe 2 gelang nur ein Sieg über Italien. Die restlichen Kämpfe gegen Schottland, CSR, Ungarn und Japan gingen verloren. Damit belegte Deutschland den vorletzten Platz fünf.

### Herreneinzel
Am erfolgreichsten war Heinz Schneider mit dem Erreichen des Halbfinales nach Freilos in der ersten Runde und Siegen über Robert Saul (Frankreich), Waldemar Roslan (Polen), Josef Sedelmayer (Österreich), Toma Reiter (Rumänien) und Toshihiko Miyata (Japan). Hier verlor er 0:3 gegen den späteren Weltmeister Toshiaki Tanaka (Japan).
Im Vorfeld hatte man die größten Hoffnungen auf Conny Freundorfer gesetzt. Dieser scheiterte aber bereits in Runde eins an Husseyn Amir Ehteshamzade (Persien). Genauso schnell war Josef Wenninghoff aus dem Rennen, indem er gegen Einar Lyttik (Dänemark) verlor. Auch Heinz Haupt konnte sich gegen Kálmán Szepesi (Schweden) nicht durchsetzen. Eine Runde überstanden Herbert Gomolla (Sieg gegen Max Laine, Finnland; Niederlage gegen Ichirō Ogimura, Japan), Lothar Pleuse (Sieg gegen Carlo Jaminet, Luxemburg; Niederlage gegen Paul Gimbel, Niederlande) und Bernie Vossebein (Sieg gegen Tony Larsson, Schweden; Niederlage gegen Guy Delabarre, Belgien).
Heinz Reimann kam zwei Runden weiter. Er gewann gegen Marcel Meyer de Stadelhofen (Schweiz) und Ian Barclay (Schottland). Danach verlor er gegen den Schweden Bjorne Mellstroem.

### Dameneinzel
Annegret Thöle war am erfolgreichsten. Nach Siegen über Did Heederik (Niederlande) und Gudrun Kahns (Dänemark) unterlag sie in der Runde der letzten 32 der Ungarin Olivia Mosoczy.
Ein Sieg gelang Liane Rödel, nämlich über die Engländerin Elsie Carrington. Danach verlor sie gegen Monique Jaquet (Schweiz). Monika Wiskandt kam durch zwei kampflose Gewinne in Runde drei, wo sie gegen Kiiko Watanabe ohne Chance war. Direkt in der ersten Runde schieden die restlichen deutschen Damen aus: Hannelore Schlaf gegen Dinka Nikolic (Jugoslawien), Ursel Fiedler gegen Brigitta Sjölund (Schweden), Ute Mittelstädt gegen Leah Neuberger.

### Herrendoppel
Am besten schnitten Vossebein/Wenninghoff ab. Nach drei Siegen gegen Mahomed Cassim Peer/Mohamed Goolam Hoosen Molla (Südafrika), Bjorn Olov Karlsson/Leif Bergman (Schweden) und Sebastiao Coelho/Antonio Osorio (Portugal) waren die Ungarn Ferenc Sidó/Elemér Gyetvai zu stark. Schneider/Pleuse gewannen gegen M. Kasanin/Marcus Gumpler (Belgien/Finnland), hatten danach Freilos und verloren in der dritten Runde gegen die späteren Vizeweltmeister Toshiaki Tanaka/Ichirō Ogimura (Japan). Seiz/Gomolla schieden in der ersten Runde gegen Wang Chuanyao/Hu Ping-chuan aus. Eine Runde weiter kamen Heinz Reimann/Heinz Haupt durch einen Sieg gegen Larsson/Per Magnusson (Schweden). Danach verloren sie gegen Krishna Nagagaj/Lou Laza (Indien/Australien). Freundorfer/Holusek hatten zunächst Freilos. Danach warfen sie Nguyen Kim Hang/Tran van Lieu (Vietnam) aus dem Rennen, jedoch bedeuteten Václav Tereba/Ludvík Vyhnanovský (CSR) Endstation.

### Damendoppel
Schlaf/Fiedler schieden erst in der vierten Runde gegen Ella Zeller/Angelica Rozeanu (Rumänien) aus, nachdem sie Ghislaine Roland/Gertrude Walter (Belgien/Österreich), Jill Rook/Joyce Fielder (England) und Molly Jones/Anneke Lahey (England/Niederlande) besiegt hatten. Thöle/Wiskandt setzten sich gegen die Schwedinnen Signhild Tegner/Elisabeth Thorsson durch, verloren dann jedoch gegen Sie San Sook/Chof Kyong Ja (Korea). Auch Rödel/Mittelstädt kamen gegen Monique Alber/Reina Wetterstroem (Frankreich/Schweden) eine Runde weiter. Helen Elliot/Maria Golopenta (Schottland/Rumänien) waren zu stark.

### Mixed
Der Mixedwettbewerb wurde auch ausgetragen, jedoch sind nur wenige einzelne Ergebnisse bekannt.
- Vossebein/Thöle:           Freilos, danach gegen Hu Ping-chuan/Chung-hui (China)
- Seiz/Fiedler:              Freilos, danach gegen Vyhnanovský/Elliot (CSSR/Schottland)
- Freundorfer/Schlaf:        Freilos, danach Niederlage gegen Harasztosi/Golopenka (Rumänien)
- Schneider/Wiskandt:        Sieg über Thornhill/Rook  (England), danach Spiel gegen Kerr/Owens (Schottland/Irland)
- Pleuse/Rödel:              Sieg über Wegrath/Scheiner (Österreich) sowie Sieg über Gunn/Bessinger (USA)
- Holusek/Brell:             Niederlage gegen Gantner/Zeller (Rumänien)
- Reimann/Schwarzová (CSR):  Sieg gegen Laza/Buckland (Österreich) sowie gegen Schoofs/Heederich (Niederlande)
- Gomolla/Mittelstädt:       Sieg gegen Stoop/Artz  (Niederlande) sowie Sieg gegen B.Mellström/Thorsson (Schweden)

## Wissenswertes
- Der Australier Lou Laza ist auch Profi im Cricket.[3]
- In Stockholm wird ein Sonderstempel der Post mit Abbildung von zwei Tischtennis-Schlägern verwendet.

## ITTF-Kongress
Parallel zur WM tagte der Kongress des Weltverbandes ITTF. Einige Beschlüsse:
- Die Weltmeisterschaften werden künftig nur noch alle zwei Jahre ausgetragen.
- DTTB-Präsident Karl-Heinz Eckardt wird Nachfolger des zurückgetretenen ITTF-Vizepräsidenten Marcel Corbillon.[4]
- Das Saarland scheidet aus dem ITTF aus, da es dem DTTB beigetreten ist. Neu hinzu kommen Nordkorea, Malta und Türkei. Danach hat der ITTF 72 Mitglieder.[4]
- Der ägyptische Tischtennisverband stiftet einen Wanderpokal, den jeweils der Ausrichter einer Weltmeisterschaft erhält.[5]
- Es gab Diskussionen, die Mittellinie bei Doppelspielen abzuschaffen. Eine Entscheidung darüber wurde vertagt.[5]

## Ergebnisse
Folgende Deutsche nahmen nur an den Individualwettbewerben teil:
- Herren: Herbert Gomolla (Salzgitter), Josef Wenninghoff (Metelen), Heinz Haupt (Leipzig), Lothar Pleuse (Ost-Berlin), Heinz Reimann (Ost-Berlin)
- Damen: Annegret Thöle (Hamburg), Ute Mittelstädt (Dresden)

| Wettbewerb        | Rang | Sieger                                                                                              |
| ----------------- | ---- | --------------------------------------------------------------------------------------------------- |
| Mannschaft Herren | 1.   | Japan (Ichirō Ogimura, Keisuke Tsunoda, Toshihiko Miyata, Toshiaki Tanaka)                          |
| Mannschaft Herren | 2.   | Ungarn (Zoltán Berczik, Miklós Péterfy, Ferenc Sidó, Elemér Gyetvai, Laszlo Földy)                  |
| Mannschaft Herren | 3.   | CSR (Ludvík Vyhnanovský, Ladislav Štípek, Ivan Andreadis, František Tokár, Václav Tereba)           |
| Mannschaft Herren | 3.   | China (Chuang Chia-Fu, Wang Chuanyao, Hu Ping-chuan, Chiang Yung-Ning, Fu Chi Fong)                 |
| Mannschaft Herren | 9.   | Deutschland (Conny Freundorfer, Leopold Holusek, Heinz Schneider, Josef Seiz, Bernie Vossebein)     |
| Mannschaft Herren | 9.   | Österreich (Anton Hold, Josef Sedelmayer, Wolfgang Stoiber, Karl Wegrath)                           |
| Mannschaft Herren | 25.  | Schweiz (Paul Birchmeier, Heinz Lauber, Marcel Meyer de Stadelhofen, W. Spiegelberg, Hugo Urchetti) |
| Mannschaft Damen  | 1.   | Japan (Fujie Eguchi, Tomi Ōkawa, Taeko Namba, Kiiko Watanabe)                                       |
| Mannschaft Damen  | 2.   | Rumänien (Angelica Adelstein-Rozeanu, Maria Golopenta, Ella Zeller-Constantinescu)                  |
| Mannschaft Damen  | 3.   | China (Ye Peiqiong, Qiu Zhonghui, Sun Mei-ying)                                                     |
| Mannschaft Damen  | 13.  | Deutschland (Ursel Fiedler, Liane Rödel, Hannelore Schlaf, Monika Wiskandt)                         |
| Mannschaft Damen  | 19.  | Schweiz (Monique Jaquet, Viktoria Rödelberger, Marie-Jeanne Urchetti)                               |
| Mannschaft Damen  | 21.  | Österreich (Gertrude Hübl, Hilde Schreiner, Gertrude Walter)                                        |
| Herren Einzel     | 1.   | Toshiaki Tanaka – JPN                                                                               |
| Herren Einzel     | 2.   | Ichirō Ogimura – JPN                                                                                |
| Herren Einzel     | 3.   | Ivan Andreadis – TCH                                                                                |
| Herren Einzel     | 3.   | Heinz Schneider – GER                                                                               |
| Damen Einzel      | 1.   | Fujie Eguchi – JPN                                                                                  |
| Damen Einzel      | 2.   | Ann Haydon – ENG                                                                                    |
| Damen Einzel      | 3.   | Ella Zeller-Constantinescu – ROM                                                                    |
| Damen Einzel      | 3.   | Kiiko Watanabe – JPN                                                                                |
| Herren Doppel     | 1.   | Ivan Andreadis/Ladislav Štípek – TCH                                                                |
| Herren Doppel     | 2.   | Toshiaki Tanaka/Ichirō Ogimura – JPN                                                                |
| Herren Doppel     | 3.   | Elemér Gyetvai/Ferenc Sidó – HUN                                                                    |
| Herren Doppel     | 3.   | Toshihiko Miyata/Keisuke Tsunoda – JPN                                                              |
| Damen Doppel      | 1.   | Lívia Mossóczy/Agnes Simon-Almasy – HUN                                                             |
| Damen Doppel      | 2.   | Ann Haydon/Diane Rowe – ENG                                                                         |
| Damen Doppel      | 3.   | Helen Elliot – SCO/Maria Golopenta                                                                  |
| Damen Doppel      | 3.   | Ella Zeller-Constantinescu/Angelica Adelstein-Rozeanu – ROM                                         |
| Mixed             | 1.   | Ichirō Ogimura/Fujie Eguchi – JPN                                                                   |
| Mixed             | 2.   | Ivan Andreadis – TCH/Ann Haydon – ENG                                                               |
| Mixed             | 3.   | Ludvík Vyhnanovský – TCH/Helen Elliot – SCO                                                         |
| Mixed             | 3.   | Keisuke Tsunoda/Taeko Namba – JPN                                                                   |

## Medaillenspiegel
| Rang  | Land                | Gold | Silber | Bronze | Gesamt |
| ----- | ------------------- | ---- | ------ | ------ | ------ |
| 1     | Japan               | 5    | 2      | 3      | 10     |
| 2     | Ungarn              | 1    | 1      | 1      | 3      |
| 3     | Tschechoslowakei    | 1    | 0,5    | 2,5    | 4      |
| 4     | England             | 0    | 2,5    | 0      | 2,5    |
| 5     | Rumänien            | 0    | 1      | 2,5    | 3,5    |
| 6     | Volksrepublik China | 0    | 0      | 2      | 2      |
| 7     | Deutschland         | 0    | 0      | 1      | 1      |
| 7     | Schottland          | 0    | 0      | 1      | 1      |
| Total | Total               | 7    | 7      | 13     | 27     |